# 坂口佳澄
坂口 佳澄（さかぐち かすみ、1991年7月25日 - ）は、日本のタレント、ファッションモデル、女優、小説家。
大阪府出身。オスカープロモーション所属。かつてはファンタスター（ヴィズミック系列）に所属していた。

## 略歴・人物
2009年4月〜2011年3月俳優養成所アクターズクリニック終了。塩屋俊に師事。携帯小説サイト「魔法のiらんど」にて携帯小説を数多く発表。「愛しみを抱きしめて」は総合ランキング1位に輝いた。2010年に主婦の友社より書籍化。
趣味はホットヨガ、ネイルアート。特技はフルート、書道、日舞。兄が1人いる。

## 出演

### バラエティ
- 「爆報! THE フライデー」TBS
- 「ウケる!偉人伝」NTV
- 「結婚したら人生劇変!○○の妻たち」TBS
- 「ロンドンハーツ」ウラでこんなことやってました2014年末SP
- 「駆け込みドクター!運命を変える健康診断」TBS
- 「ザ!世界仰天ニュース」NTV
- 「幸せ!ボンビーガール」NTV
- 『あほやねん!すきやねん!』NHK大阪 開門コトバ塾「携帯ラブメール対決」レギュラー
- 『今ちゃんの「実は…」』朝日放送
- 『ビーバップ!ハイヒール』朝日放送
- 『ゼッタイジャルっ』関西テレビ
- 『ランキンくえすと』関西テレビ
- 『麺恋ガールズ』洛西ケーブル
- 『HOTでごめん』レギュラー - KBS京都[4]

### テレビドラマ
- 俺のダンディズム（2014年4月16日 - 7月2日、テレビ東京） - 西川エリカ 役
- アウトバーン マル暴の女刑事・八神瑛子（2014年8月9日、フジテレビ） - 林娜 役

### 映画
- 2008年『三十九枚の年賀状』夏未エレナ、颯太
- 2009年『実録・悪漢』波岡一喜
- 2012年『時空警察ヴェッカー デッドリーナイトシェード』ダリア役

### 舞台
- 2020年「シスター」KY Produce 脚本・プロデュース・主演
- 2019年「とりあえずマルゲリータはいかが」KY Produce 脚本・プロデュース・主演
- 2019年「レネゲイズ」高木登＋寺十吾
- 2018年「つぎはぎ」Nana Produce
- 2018年「HYSTERIC FELLOWS」D.K.HOLLYWOOD
- 2017年「ゼロ番区」KY Produce 脚本・プロデュース・主演
- 2017年「追憶」再演　Nana Produce　脚本・主演
- 2016年「幾星霜」KY Produce 脚本・プロデュース・出演
- 2016年「チチガハハ」金沢知樹(劇団K助)
- 2016年「花嫁道中」ざ☆くりもん
- 2015年「晒場慕情」ざ☆よろきん
- 2015年「バンクバンレッスン」Nana Produce　作・演出：高橋いさを
- 2014年「追憶」Nana Produce　脚本・主演
- 2013年「女子高」PU-PU-JUICE
- 2013年「パニ☆ホス」PU-PU-JUICE
- 2013年「疾走ライダー」Nana Produce
- 2012年「十年希望」Nana Produce　浜谷康幸
- 2011年「逃亡ヒーロー〜望郷編〜」クラゲ荘　前田万吉
- 2011年「THE公開オーディション」喜多一郎

### CM
- 『三菱地所』はじめての丸の内編
- 『宝酒造』松竹梅　通年編
- 『NEC HAVIEHybridfrista』シンデレラ編
- 『UQモバイル』変顔編
- 『三菱東京UFJ銀行』再会編
- 『スプライト』　スプラッシュカート
- 『エスエス製薬』エスカップ
- 『ららぽーと甲子園』

### 雑誌
- 美人時計
- 泉州美人　vol.17 20　表紙
- いちばん社　「健康365」
- カトープレジャー「まっぷる」
- わかさ出版「夢21」「わかさ夢ムック」
- ドライブwalker関東　表紙
- Highwaywalker東日本版

### WEB
- 関西テレビおんでま「女子大生の怪談cafe」（2010年）

### ファッションショー
- 2009年4月:ファッションショー「SAPPORO COLLECTION2009」2009年4月29日月寒アルファコートドームにて開催[5]
- 2009年5月:ファッションショー「sweet society」2009年5月15日[6]
- 2010年4月:ファッションショー「SAPPORO COLLECTION2010」2010年4月29日[7]
- 2011年4月:ファッションショー「GirrlsAward2011」　2010年4月29日
- 2014年9月:ファッションショー「関西コレクション」　2014年9月21日

### ラジオ番組
- 『iTunes meet 愛・チューンズ』UK　Kiss-FM KOBE、2008年8月開始、木曜20:00 - 20:54（レポーター）[8]
- 『コロパルKISS』コロッケ・葉月パルKiss-FM KOBE、2009年3月開始、日曜22:00 - 23:00 レギュラー（レポーター）[9]

### イベント
- 2008年『Kissing the Beach 2008 in　須磨』（KISS-FM KOBE）
- 2008年『X-TRAIL CAP2008 お台場冒険王』（ウェイクガール）[10]

### その他
- 2012年　城崎ミスゆかたコンテストグランプリ受賞　城崎温泉観光大使[11][12]
- 2015年　第一興商「michica」
- 2015年　東京電子専門学校

## 書籍
- 2010年4月『愛しみ(かなしみ)を抱きしめて』主婦の友社
- 2010年6月『恋するレシピ「初恋クッキー」』ピチレモン